# Gypsophila ruscifolia
Gypsophila ruscifolia är en nejlikväxtart som beskrevs av Pierre Edmond Boissier. Gypsophila ruscifolia ingår i släktet slöjor, och familjen nejlikväxter. Inga underarter finns listade i Catalogue of Life.